# Koprowo
Koprowo – największe jezioro mikroregionu Pojezierza Wolińskiego, położone w województwie zachodniopomorskim, w powiecie kamieńskim, w gminach Wolin i Dziwnów, na wyspie Wolin.
Według nowej regionalizacji fizycznogeograficznej Polski akwen znajduje się w większości w mezoregionie wysp Uznam i Wolin. Tylko północno-wschodni brzeg jeziora położony jest na Wybrzeżu Trzebiatowskim.

## Opis
- Powierzchnia: 487 ha
- Maks. głębokość 3,1 m

Dawniej było zatoką morską, przepływa przez nie Lewińska Struga. Dno jest muliste, brzegi trudno dostępne. Roślinność pokrywa do 12% powierzchni jeziora. W jeziorze łowić można: leszcze, liny, płocie i wzdręgi.
W pobliżu jeziora leżą wsie:
- Chynowo i Rekowo (na południe i południowy wschód)
- Świętouść (na północny zachód)
- Kołczewo (1,8 km na zachód)

Ponadto:
- droga wojewódzka nr 102 (0,5 km na zachód)
- węzeł znakowanych szlaków turystycznych:
  -  E9 Szlak Nadmorski im. dr. Czesława Piskorskiego (Wisełka→Dziwnów)
  -   Szlak Leśny Pojezierza Warnowsko-Kołczewskiego (Kołczewo→Warnowo→Międzyzdroje)